# Ti conosco mascherina
Ti conosco mascherina — сорок четвёртый студийный альбом итальянской певицы Мины, выпущенный в 1990 году на лейбле PDU.
Альбом поступил в продажу в виде двойного альбома на виниле, компакт-дисках и кассетах, но также как и прошлый альбом, этот не распространялся отдельными частями. Пластинка поднялась до второй строчки в итальянском хит-параде, а в общеевропейском стала 48-й.

## Список композиций
| №                   | Название                                        | Автор(ы)                                    | Длительность |
| ------------------- | ----------------------------------------------- | ------------------------------------------- | ------------ |
| 1.                  | «Caruso»                                        | Лучо Далла                                  | 4:13         |
| 2.                  | «Fortissimo»                                    | Лина Вертмюллер, Бруно Канфора              | 4:23         |
| 3.                  | «Billie Jean»                                   | Майкл Джексон                               | 5:51         |
| 4.                  | «The Man I Love»                                | Айра Гершвин, Джордж Гершвин                | 3:08         |
| 5.                  | «Malafemmena»                                   | Антонио Де Куртис                           | 3:37         |
| 6.                  | «Zio Tom»                                       | Фабио Конкато                               | 4:56         |
| 7.                  | «I Want To Be Free»                             | Джерри Столлер, Майк Лейбер                 | 3:53         |
| 8.                  | «Un’estate fa»                                  | Пьер Деланоэ, Франко Калифано, Мишель Фюген | 4:06         |
| 9.                  | «Yeeeeh (Ain’t Gonna Eat My Heart Out Anymore)» | Пэм Сойер, Серджо Бардотти, Лори Бёртон     | 3:44         |
| 10.                 | «Sono stanco»                                   | Бруно Мартино, Бруно Бригетти, Берто Писано | 3:58         |
| Общая длительность: | Общая длительность:                             | Общая длительность:                         | 41:53        |

| №                   | Название                 | Автор(ы)                               | Длительность |
| ------------------- | ------------------------ | -------------------------------------- | ------------ |
| 1.                  | «Ma chi è, cosa fa?»     | Шику Буарки, Джорджо Калабрезе         | 4:43         |
| 2.                  | «Franz»                  | Самуэле Черри                          | 4:26         |
| 3.                  | «Amornero»               | Паскаль Панелла, Альдо Донати          | 4:20         |
| 4.                  | «Lo farei»               | Виктор Бах                             | 4:38         |
| 5.                  | «Ganimede»               | Самуэле Черри, Франческо Санди         | 4:01         |
| 6.                  | «In vista della sera»    | Камилло Кастеллари, Коррадо Кастеллари | 5:11         |
| 7.                  | «Notte di San Valentino» | Энрико Риккарди                        | 3:49         |
| 8.                  | «Non ci sono emozioni»   | Массимилиано Пани                      | 5:40         |
| 9.                  | «Nient’altro che felici» | Ванда Ди Паоло, Серджо Лакконе         | 5:18         |
| 10.                 | «Per una volta tanto»    | Джорджо Калабрезе, Массимилиано Пани   | 2:25         |
| Общая длительность: | Общая длительность:      | Общая длительность:                    | 44:34        |

## Чарты
| Чарт (1990)              | Высшая позиция |
| ------------------------ | -------------- |
| Европа (Music & Media)   | 48             |
| Италия (Musica e dischi) | 2              |

| Чарт (1990)              | Позиция |
| ------------------------ | ------- |
| Италия (Musica e dischi) | 28      |